# Bizony Ferenc
Bizony Ferenc (Törökbecse, 1901. május 7. – Kolozsvár, 1943. február 1.) magyar szociográfus.

## Életútja
Középiskolai tanulmányait Temesváron végezte. Kereskedelmi pályára ment, majd házasságközvetítő irodát tartott fenn s itt szerzett tapasztalatait dolgozta fel Az érvényesülés lélektana c. munkájában.
A férjhezmenés művészete, A hála, A párválasztás és a házasságközvetítő c.  munkája (Temesvár, 1939) szociográfiai körkép  a második világháború küszöbén, amelyben a szerző a fajok megbékélése mellett emelt szót, s az antiszemitizmus ellen tiltakozott.